# محاصره اونوگوریس
محاصره اونوگوریس در سال ۵۵۴ یا ۵۵۵ میلادی در جریان جنگ لازستان میان امپراتوری بیزانس و شاهنشاهی ساسانی رخ داد. این محاصره با پیروزی آسان و قاطع ساسانیان همراه بود و منجر به تخریب پایگاه نظامی بیزانس‌ها در آرکیوپولیس (نوکالاکوی) نیز شد.